# Kızılcaağaç, Beyağaç
Kızılcaağaç là một xã thuộc huyện Beyağaç, tỉnh Denizli, Thổ Nhĩ Kỳ. Dân số thời điểm năm 2010 là 835 người.